# Bhadreswar
Bhadreswar là một thành phố và khu đô thị của quận Hugli thuộc bang Tây Bengal, Ấn Độ.

## Địa lý
Bhadreswar có vị trí 22°49′B 88°21′Đ / 22,82°B 88,35°Đ Nó có độ cao trung bình là 2 mét (6 foot).

## Nhân khẩu
Theo điều tra dân số năm 2001 của Ấn Độ, Bhadreswar có dân số 105.944 người. Phái nam chiếm 55% tổng số dân và phái nữ chiếm 45%. Bhadreswar có tỷ lệ 74% biết đọc biết viết, cao hơn tỷ lệ trung bình toàn quốc là 59,5%: tỷ lệ cho phái nam là 80%, và tỷ lệ cho phái nữ là 67%. Tại Bhadreswar, 10% dân số nhỏ hơn 6 tuổi.